# Вольфганг Лінгер
Вольфганг Лінгер (нім. Wolfgang Linger, 4 листопада 1982) - австрійський саночник, дворазовий олімпійський чемпіон. 
Вольфганг Лінгер виступає в змаганнях із санного спорту разом із своїм старшим братом Андреасом з 2000 року. Вони спеціалізуються в парних заїздах. Брати вигравали золоті олімпійські медалі та звання олімпійських чемпіонів на Іграх в Турині та Ванкувері. Крім того вони вигравали чемпіонат світу та чемпіонат Європи.